# The Raven That Refused to Sing (And Other Stories)
| 전문가 평가  | 전문가 평가 |
| 총 점수      | 총 점수     |
| 출처         | 점수        |
| ------------ | ----------- |
| 메타크리틱   | 77/100      |
| 평가 점수    |             |
| 출처         | 점수        |
| AllMusic     | [ 5 ]       |
| Clash        | [ 6 ]       |
| Classic Rock | [ 7 ]       |
| The Guardian | [ 8 ]       |
| Metal Hammer | [ 9 ]       |
| musicOMH     | [ 10 ]      |
| PopMatters   | 7/10        |
| Q            | [ 12 ]      |
| Rock Hard    | 9/10        |
| Sputnikmusic | 4.2/5       |

《The Raven That Refused to Sing (And Other Stories)》은 2013년 2월 25일, 케이스코프에서 발매한 영국의 음악가 스티븐 윌슨의 세 번째 솔로 음반이다. 이 음반의 각 트랙은 초자연적인 이야기에 바탕을 두고 있다. 이전에 핑크 플로이드의 《The Dark Side of the Moon》의 제작에 참여했던 알란 파슨스가 이 음반의 엔지니어링을 담당했다.
하조 뮐러의 일러스트가 들어간 128페이지 분량의 가사와 괴담이 수록된 4장짜리 디럭스판 음반도 발매되었다. 이 외에도 이 음반은 독립형 더블 바이닐, CD, 블루레이 에디션으로도 판매된다. 이 음반은 일반적으로 호평을 받았으며, 10만 장 이상이 팔렸다.

## 배경
2010년 포큐파인 트리의 《The Incident》의 투어 사이클을 마친 후 윌슨은 그의 두 번째 솔로 음반인 《Grace for Drowning》과 블랙필드의 세 번째 음반 《Welcome to My DNA》를 녹음하고 발매하며 그해의 남은 기간과 2011년을 보냈다. 2012년 초에 포큐파인 트리로 복귀할 계획이었지만, 윌슨은 계속해서 자신의 솔로 경력에 자신의 미래를 집중할 것이라고 발표하면서 곧 바뀌었다. 이 새로운 초점은 2012년 상반기에 《Grace for Drowning》을 지원하는 2차 투어를 포함했고, 그 후 라이브 밴드와 함께 스튜디오로 돌아와 2013년 초 발매를 목표로 한 세 번째 솔로 음반을 녹음하고 2013년 내내 이 음반을 지원하는 투어를 계획했다.

### 발매
2013년 2월 8일 〈The Raven That Refused to Sing〉의 뮤직 비디오가 공개되었다. 하조 뮐러의 작품을 원작으로 한 이 비디오는 제스 코프와 사이먼 카트라이트가 감독을 맡았으며, 이 역시 스톰 코로전의 〈Drag Ropes〉의 영상을 담당했다. 이 음반은 2013년 2월 25일에 발매되었다.

## 곡 목록
모든 곡들은 스티븐 윌슨에 의해 작사/작곡하였다.
| #  | 제목                               | 재생 시간 |
| -- | ---------------------------------- | --------- |
| 1. | 〈Luminol〉                        | 12:01     |
| 2. | 〈Drive Home〉                     | 7:37      |
| 3. | 〈The Holy Drinker〉               | 10:14     |
| 4. | 〈The Pin Drop〉                   | 5:03      |
| 5. | 〈The Watchmaker〉                 | 11:42     |
| 6. | 〈The Raven That Refused to Sing〉 | 7:57      |